# Ласло Берти
Ласло Берти (мађ. Berty László) је био мађарски мачевалац, олимпијац, чије су специјалности биле сабља и флорет. Освојио је златну медаљу на Летњим олимпијским играма 1912. и сребро и бронзу на Летњим олимпијским играма 1924. године.

## Биографија
Био је спортиста мачевалачког клуба Мађар АК. Такмичио се и у мачевању и у флорету, постигавши међународне резултате у обе дисциплине. На Летњим олимпијским играма 1912. мађарски мачевалачки тим у саставу Јене Фукс, Ласло Берти, Ервин Месарош, Деже Фелдеш, Оскар Герде, Золтан Шенкер, Петер Тот и Лајош Веркнер су постали олимпијски шампиони. Као члан мађарске репрезентације освојио је сребрну и бронзану медаљу на Олимпијским играма 1924. године, али није успео да освоји медаљу у појединачној дисциплини.
По одласку у пензију постао је постао наставник мачевања на Високој школи физичког васпитања, истовремено и мајстор мачевања БСС (Будимпештанског спортског савеза), затим Атлетског клуба полицајаца и председник Испитне комисије Мађарског мачевања.
Његов гроб је био на Новом јавном гробљу, али место више не постоји. Његова симболична гробница налази се на гробљу Фаркасрет.

### Спортски резултати
- Сабља:
  - Олимпијски шампион (екипно: 1912)
  - Олимпијско 2. место (екипно: 1924)
  - Шампион Мађарске (екипно: 1926)
- Флорет:
  - Олимпијско 3. место (екипно: 1924)
  - Олимпијско 4. место (појединачно: 1912.)
  - Европско првенство (незванично светско првенство) 2. место (појединачно: 1926)